# Église Saint-Médard de Noisiel
 (février 2025).
Si vous disposez d'ouvrages ou d'articles de référence ou si vous connaissez des sites web de qualité traitant du thème abordé ici, merci de compléter l'article en donnant les références utiles à sa vérifiabilité et en les liant à la section « Notes et références ».
L'église Saint-Médard est un édifice religieux catholique bâti sur le territoire de la commune de Noisiel, en Seine-et-Marne. Le bâtiment actuel date du XIXe siècle. 

## Historique

### Moyen-Âge et époque moderne
L’église Saint-Médard de Noisiel est bâtie au plus tard durant le XIe siècle. Elle appartient depuis 1120 au prieuré de Gournay, comme l’ensemble des terres de Noisiel, qui ont été données aux prieurs par Ancel de Garlande, bienfaiteur de Torcy.
A la fin du XVIe siècle, pendant les Guerres de religions, l’église Saint-Médard est détruite et ses pierres servent à construire le fort de Gournay. A cette même époque, les prieurs de Gournay vendent la terre de Noisiel à Jean du Tremblay, secrétaire du roi et premier seigneur laïc de Noisiel. Elle est rebâtie en 1602 par Jean du Tremblay puis agrandie en 1670 par Yves Mallet, seigneur du Luzard.
Au XVIIe et au XVIIIe siècles les terres de Noisiel changent plusieurs fois de propriétaires. Ces derniers sont toujours des seigneurs qui ont des fonctions importantes auprès du roi. Chacun leur tour, ils reconstruisent ou agrandissent l’église.

### XIXe siècle
À la Révolution, l’église Saint-Médard est désaffectée et endommagée, si bien que jusqu’en 1851 les habitants de Noisiel n'ont plus de lieu de culte.
Au début du XIXe siècle, le duc de Levis achète les châteaux de Noisiel et de Champs ainsi que le domaine du Buisson Saint-Antoine. L’Eglise St Médard est ré-édifiée en 1856 par Louis Lenormand pour le duc Gaston-François de Lévis.
Émile-Justin Menier, industriel français, fils du fondateur de la chocolaterie Menier, élabore son projet de Cité Ouvrière dans Noisiel en excluant la religion de son projet social. Comme la Cité Ouvrière est édifiée à distance de l'église, celle-ci ne sera fréquentée qu'occasionnellement par les ouvriers.

### Époque contemporaine
L’église Saint Médard de Noisiel est restée une chapelle privée jusqu’en 1920, ce qui fait qu’elle n’a pas été concernée par la loi de 1905 portant sur la séparation des églises et de l’État. Ensuite, elle est devenue propriété de l’Évêché de Meaux et son entretien confié aux paroissiens de Noisiel.
L’ASEN (Association pour la sauvegarde de l'Eglise de Noisiel) a été créée par des bénévoles en 1992 et a pour objectifs, entre autres, la sauvegarde, la restauration et l’entretien de l’église. Elle ne reçoit aucune subvention des autorités officielles (État, Département, Région ..) et ne peut compter que sur les donations privées et le bénévolat pour effectuer les travaux.